# Crossduathlon
Crossduathlon – odmiana duathlonu. Na tę dyscyplinę składają się biegi przełajowe i kolarstwo Cross-Country. Najpopularniejszym formatem są wyścigi, w których dwa etapy biegowe są rozdzielone etapem rowerowym, choć istnieją różne modyfikacje (np. bieg/rower/bieg/rower/bieg). Często organizatorzy ustalają dystanse etapów w taki sposób, by dystans rowerowy był około 2 razy większy niż dystans obu etapów biegowych.